# فيروسات الطماطم
فيروسات الطماطم (بالإنجليزية: Tombusviridae)‏ هي فصيلة (عائلة) من الفيروسات الإيجابية ذات الرنا أحادي السلسلة وتأخذ العائلة اسمها من النوع النموذجي فيروس تقزم الطماطم (فيروس تقزم البندورة).

## وصلات خارجية
- نطاق فيروسي فيروسات الطماطم